# 伊萬諾皮爾 (科羅斯堅區)
伊萬諾皮爾（羅馬化：Ivanopil'）是烏克蘭的村落，位於該國北部日托米爾州，由科羅斯堅區負責管轄，始建於1913年，面積0.87平方公里，海拔高度200米，2025年人口45，人口密度每平方公里117.11人。